# Andrés Calle
Pour les articles homonymes, voir Calle.
Andrés Calle, né le 27 décembre 1991 à Montelíbano, est un avocat et homme politique colombien. Il est président de la Chambre des représentants entre le 20 juillet 2023 et le 20 juillet 2024.
Avocat et politologue, il est membre d'une famille libérale réputée dans le département de Córdoba. Depuis juillet 2018, il est membre de la Chambre des représentants.

## Biographie

### Famille Calle et études
Andrés Calle est né le 27 décembre 1991 à Montelíbano. Sa famille libérale est connue comme « le clan Calle ». Son père Gabriel Calle fut maire de Montelíbano entre 2012 et 2015. Il souhaite à nouveau être candidat lors des élections de 2022, soutenu par le Pacte historique. Tandis que son frère, également Gabriel Calle, est candidat pour être gouverneur de Córdoba lors des élections de 2022, également soutenu par la gauche. 
André Calle est diplômé de l'Université pontificale bolivarienne. Il est titulaire d'une spécialisation en contrats d'État de l'Université Externado de Colombie et d'un master en planification territoriale et gestion de l'environnement de l'université de Barcelone.

### Parcours politique

#### Représentant de Colombie
Lors des élections législatives de 2018, Andrés Calle est élu représentant avec le  Parti libéral dans la circonscription du département de Córdoba. Il est élu avec 57 000 voix.
Lors des élections législatives de 2022, il est réélu dans sa circonscription en tant que représentant avec le Parti libéral, obtenant 72 260 voix.
Lors de l'élection présidentielle de juin 2022, il ne suit pas les consignes du président du Parti libéral César Gaviria et décide de soutenir le Pacte historique et Gustavo Petro pour l'élection présidentielle, aux côtés de Luis Fernando Velasco.
Dès l'ouverture de la nouvelle législature le 20 juillet 2022, Andrés est nommé interlocuteur du Parti libéral entre le gouvernement de Petro et la coalition parlementaire. Il était notamment chargé, lorsque le parti était encore dans la coalition, d'organiser la gestion de la coalition et les rendez-vous avec les ministres.
Face au refus du président du Parti libéral César Gaviria de soutenir la réforme de la santé du gouvernement en avril 2023, qui a comme conséquence l'annulation de la coalition avec les partis traditionnels, Andrés Calle fait partie des 18 représentants qui désobéissent à Gaviria et soutiennent la réforme du gouvernement.

#### Président de la Chambre des représentants
Quelques semaines avant le vote pour renouveler la présidence du Congrès et l'ouverture de la session 2023-2024, Andrés Calle souhaite être candidat à la présidence de la Chambre et souhaite être soutenu par la coalition gouvernementale de Petro.
Néanmoins, le soutien de la gauche envers un libéral allié révèlent à nouveau le conflit ouvert entre le gouvernement et César Gaviria. Puisque ce dernier, président du Parti libéral et opposé à Petro, a choisi de désigner Julián Peinado comme candidat du parti. Ainsi que la présence d'un autre candidat, le porte-parole du groupe libéral à la Chambre, Carlos Ardila, qui a une position d'indépendance.
Afin de s'assurer du soutien du gouvernement et de la gauche, Andrés Calle débute des négociations avec le gouvernement et la coalition pour obtenir la présidence. Le 11 juillet, Andrés Calle rencontre Gustavo Petro lors d'une réunion, qui a été considéré comme l'adoubement par le président pour sa candidature. Ensuite, il a été soutenu par le ministre Luis Fernando Velasco, le justifiant par son soutien aux réformes, se montrant ouvert à une présidence des libéraux qui ont soutenu ces réformes.
La semaine précédant le vote, Andrés Calle rencontre également David Racero, président de la Chambre sortant, et qui voit dans l'élection du libéral une garantie pour continuer à mener les réformes de Petro.
Encore quelques heures avant le vote du 20 juillet 2023, personne ne connaissait qui était le candidat largement soutenu par le groupe libéral et l'opposition, déterminant pour être élu avec les voix de la gauche. Le jour du vote, Andrés Calle est finalement élu président avec 180 voix, un allié pour les réformes portées par Gustavo Petro. 